# Подосиновка (Воронежская область)
Подоси́новка — село в Новохопёрском районе Воронежской области России.
Входит в состав Коленовского сельского поселения.

## География
Село находится в восточной части Воронежской области, в пойме реки Елань, посреди степей в зоне континентального климата.

## Население
| 1859 | 1897  | 2010 |
| ---- | ----- | ---- |
| 1233 | ↗2045 | ↘449 |

## Улицы
| - ул. Железнодорожная, - ул. Привокзальная, | - ул. Приречная, - ул. Центральная. |

## Инфраструктура
В селе функционируют почтовое отделение, медпункт, дом культуры, библиотека, магазины и школа, здание которой построено в 1967 году.

## Транспорт
На северо-западной окраине села расположена железнодорожная станция Бороздиновка.